# Basilique-cathédrale Saint-Joseph d'Edmonton
Cette  cathédrale et basilique n’est pas la seule cathédrale Saint-Joseph ni la seule basilique Saint-Joseph.
La basilique-cathédrale Saint-Joseph est le siège de l'archidiocèse d'Edmonton. Elle est située dans l'ouest du centre-ville d'Edmonton (en) au Canada. Elle est l'une des plus grandes églises de l'Alberta, et en est la seule basilique mineure.

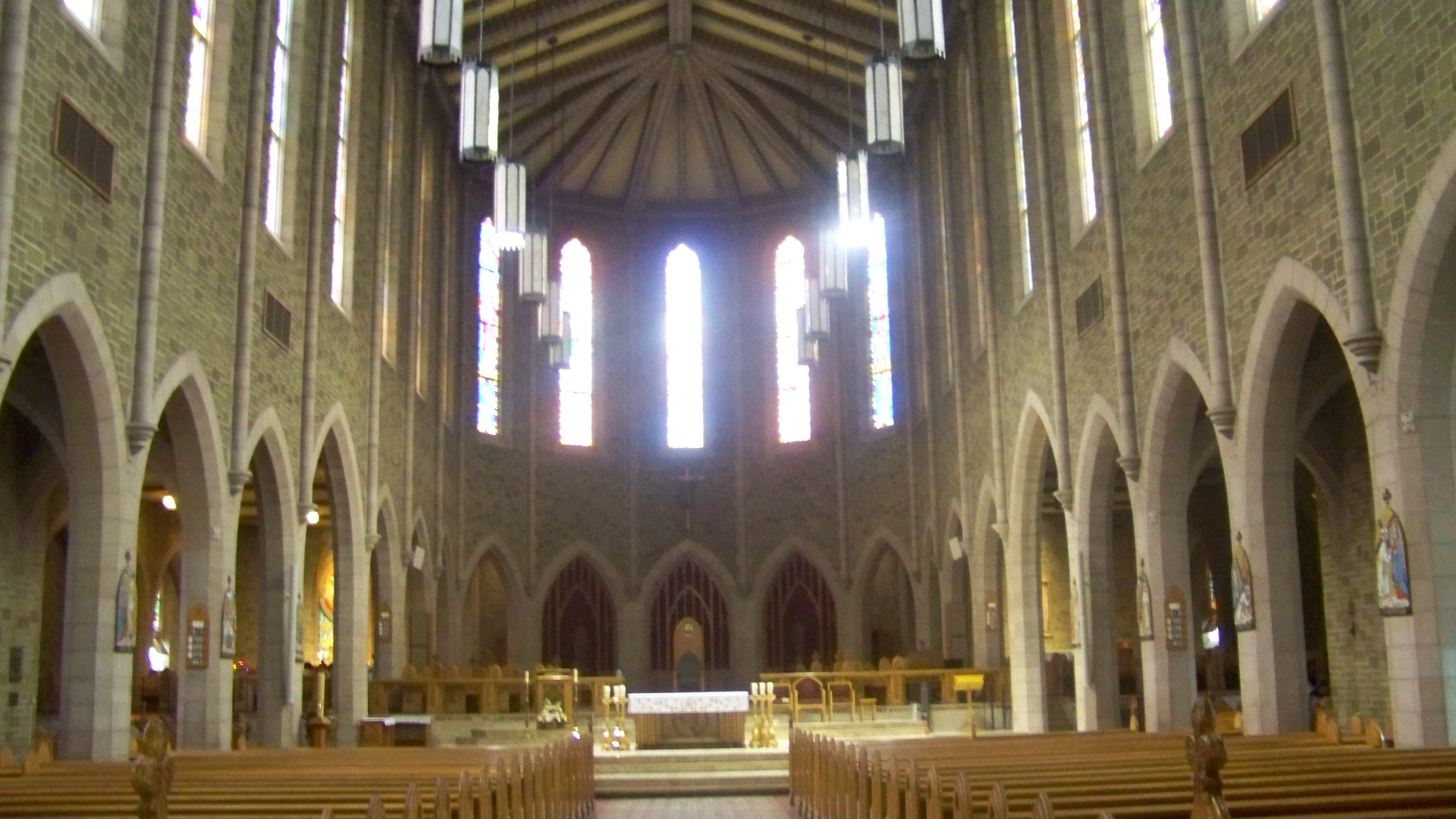
La nef et le chœur.

## Source
- (en) Cet article est partiellement ou en totalité issu de l’article de Wikipédia en anglais intitulé « St. Joseph's Basilica, Edmonton » (voir la liste des auteurs).